# Am Timan
Am Timan er en by i Tchad og er hovedbyen i regionen Salamat. Byen har en befolkning på 21.269 indbyggere (1993). 